# Grand-Prix-Saison 1948

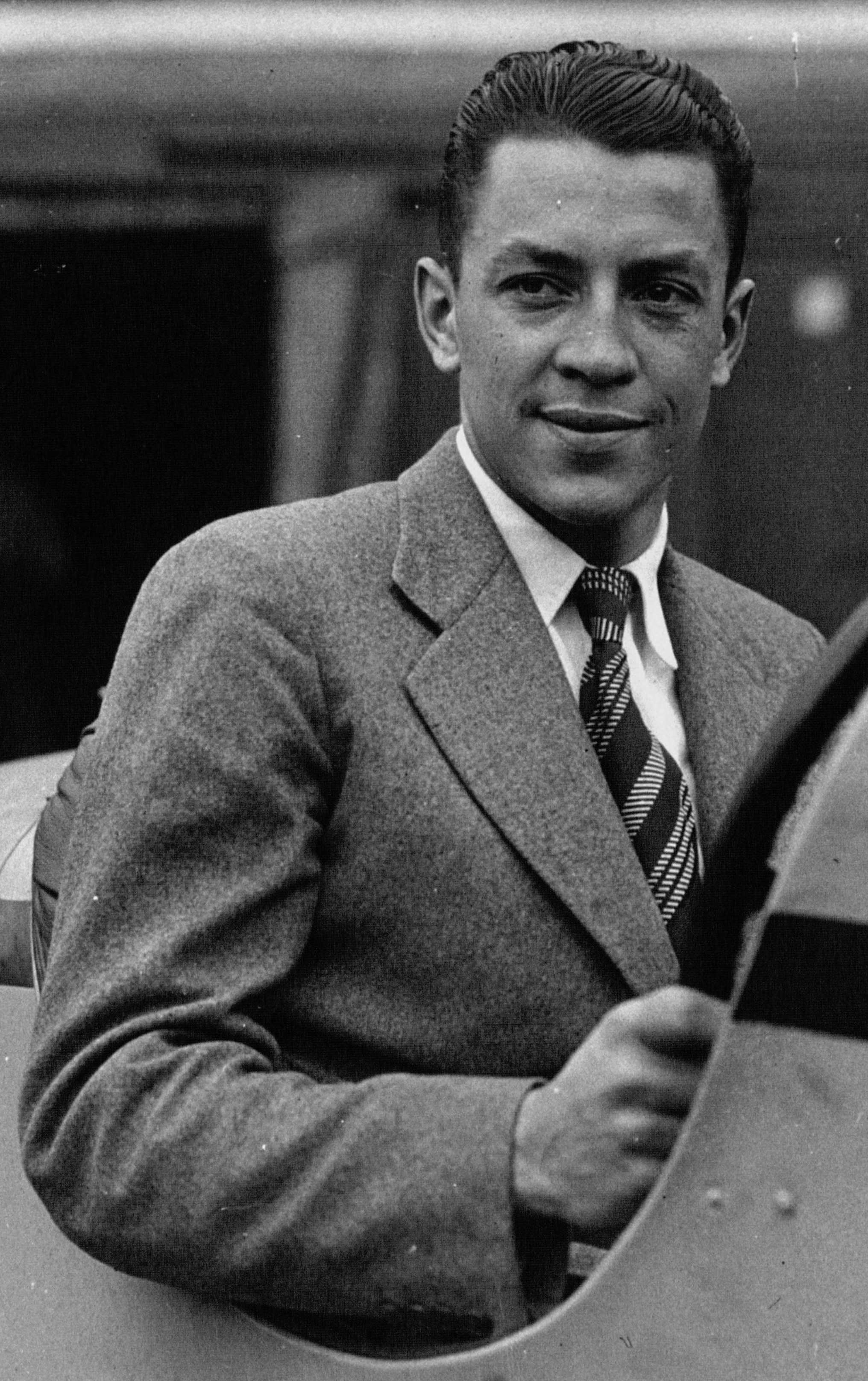
Sieger in Frankreich und Italien: Jean-Pierre Wimille (hier 1933)

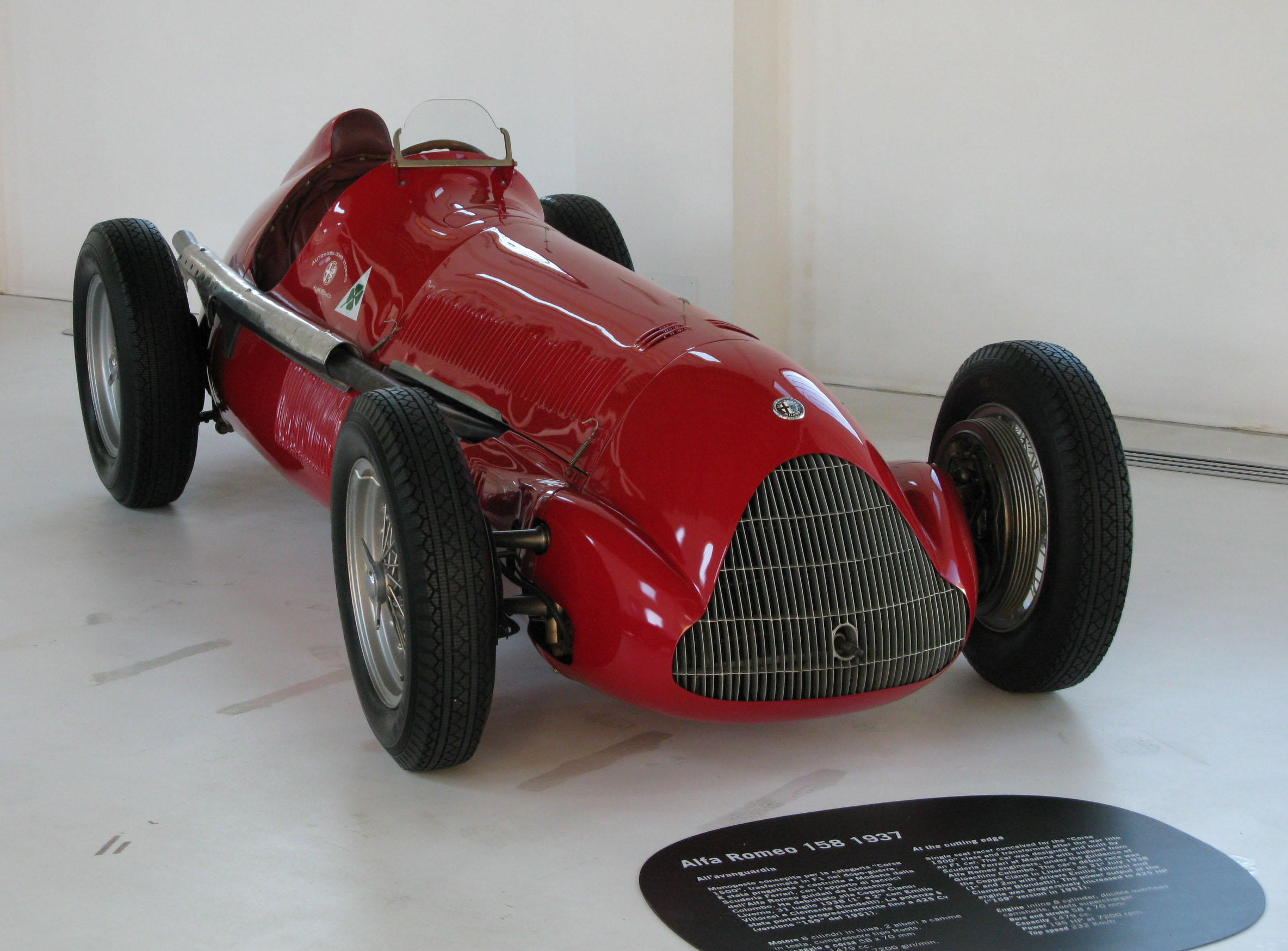
Der dominierende Wagen der Saison 1948: Alfa Romeo Tipo 158

In der Grand-Prix-Saison 1948 wurden mit den Großen Preisen von Monaco, der Schweiz (die Veranstaltung lief gleichzeitig auch unter dem Ehrentitel Großer Preis von Europa), von Frankreich und von Italien erneut vier sogenannte Grandes Épreuves ausgerichtet. Für diese Rennen kamen dabei weiterhin die Bestimmungen der vom internationalen Automobilverband FIA bereits für 1947 verabschiedeten Internationalen Grand-Prix-Formel (Rennwagen bis 1,5 Liter Hubraum mit Kompressor oder bis 4,5 Liter Hubraum ohne Kompressor; Renndistanz mindestens 300 km bzw. mindestens drei Stunden Renndauer) zur Anwendung, wobei als einzige Änderung gegenüber der Vorsaison den Teams bei den Rennen die Wahl des Treibstoffs nun wieder freigestellt war. Mit der Einführung einer zweiten offiziellen Rennformel (Rennwagen bis 0,5 Liter Hubraum mit Kompressor oder bis 2 Liter Hubraum ohne Kompressor) wurden zur Unterscheidung Bezeichnungen wie Formule Internationale A und Formule Internationale B verwendet, von denen bald die Begriffe Formel 1 und Formel 2 abgeleitet wurden.
Das dominierende Team blieb weiterhin Alfa Romeo, das bis auf den Grand Prix von Monaco alle europäischen Grandes Épreuves gewann. Erfolgreichster Fahrer war erneut Jean-Pierre Wimille mit zwei Grand-Prix-Erfolgen in Frankreich und Italien. Die Saison verzeichnet daneben auch den Einstieg der Scuderia Ferrari als eigenständiger Hersteller von Rennwagen in den Grand-Prix-Sport. Deutsche Fahrer und Rennställe blieben weiterhin vom internationalen Motorsport ausgeschlossen.

## Saisonbericht
Auch 1948 blieb im Grand-Prix-Sport die klare Hierarchie unter den beteiligten Rennställen weiter erhalten. Das sieggewohnte Team von Alfa Romeo konzentrierte sich weiterhin auf die Teilnahme an nur ganz wenigen wirklichen Top-Veranstaltungen – neben den Großen Preisen der Schweiz, Frankreichs und Italiens nur noch das Heimrennen anlässlich der Wiedereröffnung der Monza-Rennbahn – dominierte dann jedoch stets absolut. Die noch einmal verbesserten Alfa Romeo Tipo 158 „Alfetta“ lagen mit nun mit über 300 PS um etwa 50 PS über allem, was die Konkurrenz dagegen aufzubieten vermochte, und natürlich ging das Team auch erneut mit seinen drei Spitzenpiloten Jean-Pierre Wimille, Achille Varzi und Carlo Felice Trossi, dazu dem von der Arbeitnehmerschaft als Stammfahrer durchgesetzten Consalvo Sanesi, als klarer Favorit in die neue Saison.
Doch trotz der anhaltenden Siegesserie legten sich für Alfa Romeo dunkle Schatten über das Rennjahr 1948. Nachdem man den Großen Preis von Monaco zum Auftakt der Saison, der 1948 zum ersten Mal seit Kriegsende wieder in den internationalen Rennkalender aufgenommen worden war, noch ausgelassen hatte, verunglückte Varzi gleich beim ersten Auftritt des Teams zum Grand Prix der Schweiz bereits im Training tödlich. Die Mannschaft um Rennleiter Gianbattista Guidotti entschied sich dennoch zum Start, so dass am Ende des Rennens, das mit dem Schweizer Maserati-Fahrer Christian Kautz außerdem noch ein weiteres Todesopfer forderte, Trossi gemeinsam mit Wimille die Ziellinie zu einem weiteren Doppelsieg für Alfa Romeo überqueren konnte. Zu diesem Zeitpunkt war Trossi jedoch auch bereits durch ein unheilbares Krebsleiden gezeichnet, das ihn im Verlauf der Saison zunehmend am Fahren hinderte, so dass das Team für den Rest des Jahres praktisch allein auf die Dienste von Wimille angewiesen war, der mit Siegen in den Grands Prix von Frankreich in Reims-Gueux, von Italien im Parco del Valentino von Turin sowie auf der wieder instandgesetzten Rennstrecke von Monza die Erfolgsserie fortsetzen konnte.
Wann immer jedoch Alfa Romeo nicht am Start war, wurden die Rennen regelmäßig zur Beute für Maserati, insbesondere nachdem zum Rennen von San Remo ein neuer Grand-Prix-Typ mit Rohrrahmenchassis und zweistufig aufgeladenem Vierzylinder-Kompressormotor debütierte und dort mit Alberto Ascari vor Luigi Villoresi prompt einen Doppelerfolg landete. Aus diesem Anlass erhielt der nach dem endgültigen Weggang der Maserati-Brüder von Alberto Massimino gezeichnete 4CLT/48 auch den ehrenvollen Beinamen San-Remo-Maserati. Zuvor hatte außerdem in Abwesenheit der Alfetta Giuseppe Farina, der nach seiner Kündigung bei Alfa Romeo Ende 1946 nach einem Jahr Pause in den Grand-Prix-Sport zurückgekehrt war, beim Großen Preis von Monaco mit einem von ihm selbst finanzierten älteren Maserati 4CL den Sieg davon getragen, mit dem er kurz zuvor bereits auch schon den Grand Prix des Nations in Lausanne noch gewonnen hatte. Mit dem von der Scuderia Ambrosiana – als quasi inoffizielles Werksteam – eingesetzten neuen Modell war dann dagegen in der zweiten Saisonhälfte Villoresi noch recht erfolgreich, der unter anderem noch den in diesem Jahr noch nicht zu den Grandes Épreuves zählenden Grand Prix des britischen Automobilclubs RAC wie auch den traditionsreichen Gran Premio de Penya Rhin auf dem Circuit de Pedralbes bei Barcelona gewinnen konnte. Einen weiteren Maserati-Erfolg gab es außerdem noch beim Eröffnungsrennen auf der neuen Grand-Prix-Kurs von Zandvoort in den Niederlanden durch den siamesischen Prinz Bira.
In Frankreich hatte Lago-Talbot damit begonnen, den von den Sportwagenmodellen der Vorkriegszeit abgeleiteten Grand-Prix-Typ Talbot T26C mit 4,5-Liter-Sechszylinder-dohc-Saugmotor in Kleinserie für private Kunden zu produzieren. Mit einem ähnlichen Fahrzeug war Louis Chiron 1947 noch beim Großen Preis von Frankreich gegenüber der versammelten Maserati-Phalanx siegreich geblieben, doch mangelte es dem Modell mit nur 220 PS klar an Leistung. Hauptvorteil war dagegen der geringe Treibstoffverbrauch des Saugmotors, so dass die Talbot-Fahrer, im Gegensatz zu ihren Konkurrenten mit den aufgeladenen Motoren, die meisten Rennen sogar ohne Tankstopp durchstehen konnten. Im Endeffekt reichte dies jedoch lediglich zu zwei Siegen in vergleichsweise unbedeutenden Rennen auf dem Autodrome de Linas-Montlhéry durch Yves Giraud-Cabantous bzw. Louis Rosier.
Einen wesentlich dauerhafteren Einfluss auf den weiteren Verlauf der Motorsportgeschichte hatte dagegen der Einstieg der Scuderia Ferrari als eigenständiger Hersteller von Grand-Prix-Rennwagen. Zu Beginn der Saison kam mit dem Ferrari 166 Inter – vorwiegend durch Privatfahrer – zunächst noch ein nur mäßig erfolgreiches Übergangsmodell (ein zweisitziges Fahrzeug mit 2-Liter-Saugmotor und freistehenden Rädern, das somit sowohl als Sport- als auch als Rennwagen verwendet werden konnte) zum Einsatz, doch erschien schließlich rechtzeitig zum Großen Preis von Italien auch Ferraris erstes vollwertiges Grand-Prix-Modell. Der vergleichsweise einfach ausgelegte 1,5-Liter-V12-Motor des von Gioacchino Colombo entworfenen Typs Ferrari 125 verfügte jedoch im Gegensatz den Rennwagen von Alfa Romeo und Maserati noch nicht über eine moderne zweistufige Kompressoraufladung, zudem war das Modell mit seinem, nicht zuletzt aus Gewichtsgründen, ultrakurz gewählten Radstand und seiner gedrungenen Erscheinung auch bezüglich der Straßenlage gegenüber der Konkurrenz noch klar im Nachteil. Immerhin konnte der auf Einzelbasis von Rennen zu Rennen verpflichtete Giuseppe Farina beim norditalienischen Gardasee-Rennen dennoch einen ersten Grand-Prix-Erfolg für die noch junge Rennwagenmarke verbuchen.

## Die „Gründung“ der Formel 1?
In der Literatur wird bisweilen der Gran Premio del Valentino Ende 1946 in Turin als erstes Rennen nach „Formel-1-Regeln“ bezeichnet. Tatsächlich wurde bei der Veranstaltung bereits nach den technischen Bestimmungen gefahren, die denen der Saison 1947 (wie auch 1948 bis 1953) entsprachen. Diese liefen jedoch zunächst nach wie vor unter der althergebrachten Bezeichnung als Formule Internationale bzw. Internationale Grand-Prix-Formel. Begriffe wie Grand-Prix-Formel I, Formel A oder Formel 1 wurden erst ab Ende 1947 zur Unterscheidung nötig, als für 1948 erstmals in der Grand-Prix-Geschichte die Einführung einer zweiten offiziellen Rennformel unterhalb der bisherigen Formule Internationale beschlossen wurde.
Vor dem Krieg hatte sich die sogenannte Voiturette-Klasse – Rennwagen mit Kompressormotoren bis 1,5 Liter Hubraum – als eine Art inoffizieller Standard unterhalb der Grand-Prix-Klasse durchgesetzt, dem zuletzt immer mehr Rennveranstalter gefolgt waren. Nachdem diese Rennwagen 1947 durch die neue Internationale Rennformel zur offiziellen Grand-Prix-Kategorie „befördert“ worden waren, gab es entsprechenden Bedarf für eine neue „kleine“ Rennwagen-Klasse, dem die FIA schließlich für 1948 mit der Verabschiedung der neuen „zweiten“ Internationalen Rennformel für Rennwagen mit Kompressormotoren bis 0,5 Liter Hubraum bzw. mit Saugmotoren bis 2 Liter Hubraum Rechnung trug. Auf diese Weise konnten die nationalen Automobilclubs nun für ihre offiziellen Grands Prix zwischen zwei Rennformeln wählen, wobei die klassischen Automobilnationen für ihre Grandes Épreuves allerdings üblicherweise weiterhin an der Formule Internationale No. I festhielten. Faktisch bedeutet die Einführung der Formel 2 auch das Ende der formelfreien Rennen. Theoretisch waren die Rennveranstalter bei der Wahl ihrer Ausschreibebedingungen zwar weiterhin frei, doch in der Praxis entsprachen fortan fast alle verfügbaren Rennwagen einer der beiden Rennformeln.
Eine wirkliche Gründung der Formel 1 hat also im Prinzip nie stattgefunden, denn genaugenommen war es die Formel 2, die neu eingeführt worden ist. Stattdessen steht die Formel 1 in völliger Kontinuität zur Formule Internationale, die sich auf die 750-kg-Formel von 1934 bzw. eigentlich sogar auf die allererste offizielle Rennformel von 1902 zurückbeziehen lässt. Rein begrifflich genommen kann man daher den Grand Prix de Pau zu Anfang des Jahres 1948 als erstes Formel-1-Rennen betrachten – somit das erste Rennen der bisherigen Grand-Prix-Klasse nach Einführung der Zweiten Internationalen Rennformel. Es gibt bislang jedoch keinen wirklichen Beleg, wann der Begriff Formel 1 tatsächlich zum ersten Mal auf eine Rennveranstaltung angewendet wurde. Mit ähnlicher Argumentation ließen sich beispielsweise auch der Große Preis von Monaco von 1934, der Grand Prix de l’ACF von 1906 oder sogar das Rennen Paris–Wien von 1902 als Ursprung der Formel 1 bezeichnen.
Ebenso falsch ist daneben auch die ebenfalls häufig anzutreffende Gleichsetzung der Formel 1 mit den Läufen zur Automobil-Weltmeisterschaft, die jedoch erst zur Saison 1950 eingeführt wurde, und für die die 1950er Jahre hindurch keineswegs ausschließlich nur Formel-1-Rennen gewertet wurden. Der Britische Grand Prix von 1950 ist somit zwar der erste Lauf zur „modernen“ Automobil-Weltmeisterschaft (in den Jahren 1925 bis 1927 war bereits eine erste Markenweltmeisterschaft durchgeführt worden), aber keineswegs das erste Formel-1-Rennen der Geschichte. Bis zum Ende der 1970er Jahre sind außerdem zahlreiche weitere Formel-1-Rennen auch außerhalb der Weltmeisterschaft ausgetragen worden, erst mit dem Concorde Agreement von 1981 wurde der Begriff Formel 1 zur geschützten Markenbezeichnung für eine in sich abgeschlossene Rennserie.

## Rennkalender

### Grandes Épreuves
|   | Datum  | Rennen                                             | Strecke                     | Sieger                           | Statistik |
| - | ------ | -------------------------------------------------- | --------------------------- | -------------------------------- | --------- |
| 1 | 16.05. | Großer Preis von Monaco                            | Circuit de Monaco           | Giuseppe Farina (Maserati)       | Statistik |
| 2 | 31.05. | Indianapolis 500                                   | Indianapolis Motor Speedway | Mauri Rose (Deidt-Offenhauser)   | Statistik |
| 3 | 04.07. | Großer Preis der Schweiz (Großer Preis von Europa) | Bremgarten-Rundstrecke      | Carlo Felice Trossi (Alfa Romeo) | Statistik |
| 4 | 18.07. | Großer Preis von Frankreich                        | Circuit de Reims-Gueux      | Jean-Pierre Wimille (Alfa Romeo) | Statistik |
| 5 | 05.09. | Großer Preis von Italien                           | Parco del Valentino         | Jean-Pierre Wimille (Alfa Romeo) | Statistik |

### Weitere Rennen
| Datum  | Rennen                                                              | Strecke                      | Sieger                              | Statistik |
| ------ | ------------------------------------------------------------------- | ---------------------------- | ----------------------------------- | --------- |
| 17.01. | Gran Premio del General Juan Perón y de la Ciudad de Buenos Aires   | Circuito Palermo             | Luigi Villoresi (Maserati)          |           |
| 24.01. | Großer Preis von Mar del Plata                                      | El Torreon                   | Oscar Alfredo Gálvez (Alfa Romeo)   |           |
| 26.01. | Großer Preis von Australien                                         | Point Cook                   | Frank Pratt (BMW)                   | Statistik |
| 01.02. | Großer Preis von Rosario                                            | Rosario                      | Jean-Pierre Wimille (Simca-Gordini) |           |
| 14.02. | Gran Premio de Eva Duarte Perón (Gran Premio Dalmiro Varela Castex) | Circuito Palermo             | Luigi Villoresi (Maserati)          |           |
| 21.03. | Großer Preis von Interlagos                                         | Autodromo José Carlos Pace   | Chico Landi (Alfa Romeo)            |           |
| 28.03. | Großer Preis von Necochea                                           | Necochea                     | Oscar Alfredo Gálvez (Alfa Romeo)   |           |
| 29.03. | Grand Prix de Pau                                                   | Circuit de Pau-Ville         | Nello Pagani (Maserati)             | Statistik |
| 25.04. | Grande Prêmio da Cidade de Rio de Janeiro                           | Circuito da Gávea            | Chico Landi (Alfa Romeo)            |           |
| 29.04. | Jersey Road Race                                                    | Saint Helier Circuit         | Bob Gerard (ERA)                    | Statistik |
| 02.05. | Grand Prix des Nations                                              | Circuit des Nations          | Giuseppe Farina (Maserati)          |           |
| 25.05. | British Empire Trophy                                               | Douglas Circuit              | Geoff Ansell (ERA)                  | Statistik |
| 30.05. | Grand Prix de Paris                                                 | Autodrome de Linas-Montlhéry | Yves Giraud-Cabantous (Talbot-Lago) | Statistik |
| 30.05. | Großer Preis von Stockholm                                          | Skarpnäck                    | Clemente Biondetti (Ferrari)        |           |
| 27.06. | Gran Premio di San Remo                                             | Circuito di Ospedaletti      | Alberto Ascari (Maserati)           | Statistik |
| 01.08. | Grand Prix du Comminges                                             | Saint-Gaudens                | Luigi Villoresi (Maserati)          | Statistik |
| 07.08. | Großer Preis von Zandvoort                                          | Circuit Park Zandvoort       | Prinz Bira (Maserati)               | Statistik |
| 08.08. | Preis der Ostschweiz                                                | Erlen                        | Toulo de Graffenried (Maserati)     | Statistik |
| 29.08. | Grand Prix d’Albi                                                   | Circuit des Planques         | Luigi Villoresi (Maserati)          | Statistik |
| 18.09. | Goodwood Trophy                                                     | Goodwood Circuit             | Reg Parnell (Maserati)              | Statistik |
| 02.10. | Großer Preis des RAC                                                | Silverstone Circuit          | Luigi Villoresi (Maserati)          | Statistik |
| 10.10. | Grand Prix du Salon                                                 | Autodrome de Linas-Montlhéry | Louis Rosier (Talbot-Lago)          | Statistik |
| 17.10. | Gran Premio di Monza                                                | Autodromo Nazionale Monza    | Jean-Pierre Wimille (Alfa Romeo)    | Statistik |
| 24.10. | Circuito del Garda                                                  | Salò                         | Giuseppe Farina (Ferrari)           | Statistik |
| 31.10. | Gran Premio de Penya Rhin                                           | Circuit de Pedralbes         | Luigi Villoresi (Maserati)          | Statistik |

## Rennergebnisse

### Grandes Épreuves

#### Großer Preis von Monaco
| Platz | Fahrer               | Team        | Zeit        |
| ----- | -------------------- | ----------- | ----------- |
| 1     | Giuseppe Farina      | Maserati    | 3:18.26,9 h |
| 2     | Louis Chiron         | Talbot-Lago | + 35,2 s    |
| 3     | Toulo de Graffenried | Maserati    | + 2 Runden  |

Das erste Mal nach dem Zweiten Weltkrieg trafen sich die Fahrer zum Großen Preis von Monaco. Beim Rennen in Monte Carlo am 16. Mai 1948 siegte Giuseppe Farina auf Maserati 4CLT vor Lokalmatador Louis Chiron (Talbot-Lago T26) in Abwesenheit des Alfa-Romeo-Werksteams.

#### Großer Preis der Schweiz / von Europa
| Platz | Fahrer              | Team       | Zeit         |
| ----- | ------------------- | ---------- | ------------ |
| 1     | Carlo Felice Trossi | Alfa Romeo | 1:59.17,3 h  |
| 2     | Jean-Pierre Wimille | Alfa Romeo | + 0,2 s      |
| 3     | Luigi Villoresi     | Maserati   | + 2.37,3 min |

Der Großen Preis der Schweiz in Bremgarten bei Bern am 4. Juli 1948 endete in einer Katastrophe: Der Vorkriegsstar Achille Varzi verunglückte im Training mit seinem Alfa Romeo Tipo 158 tödlich, der Schweizer Christian Kautz im Rennen. Sieger wurde der bereits vom Krebs gezeichnete Carlo Felice Trossi auf Alfa Romeo Tipo 158.

#### Großer Preis von Frankreich
| Platz | Fahrer              | Team       | Zeit        |
| ----- | ------------------- | ---------- | ----------- |
| 1     | Jean-Pierre Wimille | Alfa Romeo | 3:01.07,5 h |
| 2     | Consalvo Sanesi     | Alfa Romeo | + 24,5 s    |
| 3     | Alberto Ascari      | Maserati   | + 25,0 s    |

Beim Großen Preis von Frankreich am 18. Juli 1948 in Reims-Gueux zeigten die Alfas und Jean-Pierre Wimille ihr Können. Es gab einen ungefährdeten Sieg der Mailänder Werksfahrer Wimille und Sanesi.

#### Großer Preis von Italien
| Platz | Fahrer              | Team       | Zeit        |
| ----- | ------------------- | ---------- | ----------- |
| 1     | Jean-Pierre Wimille | Alfa Romeo | 3:10.42,4 h |
| 2     | Luigi Villoresi     | Maserati   | + 1 Runde   |
| 3     | Raymond Sommer      | Ferrari    | + 2 Runden  |

Der Parco del Valentino in Turin war diesmal der Austragungsort des Grand Prix von Italien am 5. September 1948. Wimille feierte den zweiten Sieg in Folge.

### Weitere Rennen

#### Großer Preis des RAC
| Platz | Fahrer          | Team     | Zeit         |
| ----- | --------------- | -------- | ------------ |
| 1     | Luigi Villoresi | Maserati | 3:18.03,0 h  |
| 2     | Alberto Ascari  | Maserati | + 14,0 s     |
| 3     | Bob Gerard      | ERA      | + 2.03,0 min |

Erstmals war die Flughafenstrecke von Silverstone Austragungsort eines größeren Rennens, des Große Preis des Royal Automobile Club am 2. Oktober 1948. Alfa Romeo scheute die Reise über den Kanal und der Sieg ging an Luigi Villoresi auf Maserati 4CLT/48 der Scuderia Ambrosiana. Zweiter wurde Villoresis Teamkollege Alberto Ascari.

#### Gran Premio di Monza
| Platz | Fahrer              | Team       | Zeit      |
| ----- | ------------------- | ---------- | --------- |
| 1     | Jean-Pierre Wimille | Alfa Romeo | 2:50,44.4 |
| 2     | Carlo Felice Trossi | Alfa Romeo | + 43.6    |
| 3     | Consalvo Sanesi     | Alfa Romeo | + 1,40.0  |

Mit dem Gran Premio di Monza wurde die Strecke in Monza am 17. Oktober 1948 nach dem Krieg wiedereröffnet. Alfa Romeo feierte mit Wimille vor Trossi, Sanesi und Taruffi einen Vierfachsieg.
Keiner ahnte zu diesem Zeitpunkt, dass es der letzte Sieg von Jean-Pierre Wimille war, der im Januar 1949 in Argentinien starb.